# 1420
Il 1420 (MCDXX in numeri romani) è un anno bisestile del XV secolo.

## Eventi
- Gli Ussiti pubblicano gli Articoli di Praga.
- La Patria del Friuli viene annessa alla Repubblica di Venezia.
- 19 gennaio - Si conclude l'Assedio di Rouen: gli Inglesi espugnano la città.
- 21 maggio - Carlo VI di Francia ed Enrico V d'Inghilterra stipulano il Trattato di Troyes.
- Enrico V d'Inghilterra sposa Caterina di Valois.
- 7 agosto – Inizia la costruzione della cupola del Brunelleschi a Firenze.
- 17 agosto – Fine del Giudicato di Arborea ad Alghero, con la cessione dal Giudice Guglielmo III di Narbona al Re Alfonso V di Aragona degli ultimi territori giudicali per 100.000 fiorini d'oro; restano fuori dal Regno di Sardegna solo Castelsardo e l'Arcipelago della Maddalena, entrambi sotto controllo genovese.

## Nati

### Gennaio
- 15 gennaio - Bernardo Bandini Baroncelli, mercante italiano († 1479)

### Febbraio
- 9 febbraio - Dorotea di Brandeburgo, principessa († 1491)

### Aprile
- 22 aprile - Marco Barbo, cardinale e patriarca cattolico italiano († 1491)
- 23 aprile - Giorgio di Boemia, re († 1471)

### Giugno
- 5 giugno - Anna di Sassonia, principessa tedesca († 1462)

### Luglio
- 19 luglio - Guglielmo VIII del Monferrato, marchese († 1483)

### Agosto
- 7 agosto - Margherita di Savoia, sovrana († 1479)

### Ottobre
- 1º ottobre - Elisabetta di Kleve, principessa († 1488)
- 14 ottobre - Tomás de Torquemada, religioso spagnolo († 1498)

### Novembre
- 4 novembre - James Butler, V conte di Ormond, nobile irlandese († 1461)

### Senza giorno specificato
- Abu Muhammad Abd al-Haqq II, sultano berbero († 1465)
- Antoniotto da Cabella, mercante e politico italiano († 1475)
- Caterina d'Austria, nobile († 1493)
- Giovanni V d'Armagnac, nobile francese († 1473)
- John Morton, arcivescovo cattolico e cardinale inglese († 1500)
- Ladislao di Głogów,  tedesco († 1460)
- Roberto del Palatinato-Simmern, vescovo cattolico tedesco († 1478)
- Giovanni Alidosi, nobile italiano († 1494)
- Nicolò Barbaro, storico italiano († 1494)
- Giovanni Barozzi, cardinale e patriarca cattolico italiano († 1466)
- Tursun Beg, storico e scrittore ottomano († 1499)
- Bonifacio Bembo, pittore e miniatore italiano († 1480)
- Benedetto Bonfigli, pittore italiano († 1496)
- Hans Bornemann, pittore tedesco († 1474)
- Giovanni Battista Caccialupi, giurista italiano († 1496)
- Bartolomeo Caporali, pittore e miniatore italiano
- Matteo Carreri, religioso italiano († 1470)
- Giovanni Castiglione, cardinale e vescovo cattolico italiano († 1460)
- Bartolomeo Cerveri, religioso italiano († 1466)
- Bartolomeo Cipolla, giurista e diplomatico italiano († 1475)
- Joseph Colon, rabbino e religioso italiano († 1480)
- Francesco Coppola, armatore italiano († 1487)
- Agostino Dati, oratore, storico e filosofo italiano († 1478)
- Albrecht von Eyb, umanista tedesco († 1475)
- Aristotele Fioravanti, architetto e ingegnere italiano
- Giovanni Gatto, religioso e vescovo cattolico italiano († 1484)
- Nikolaus Gerhaert, scultore olandese († 1473)
- Michał Giedrojć, religioso lituano († 1485)
- Benozzo Gozzoli, pittore italiano († 1497)
- Lamberto Grimaldi, sovrano monegasco († 1494)
- Loyset Liédet, pittore, miniatore e illustratore olandese
- Antonio Loredan, nobile († 1482)
- Mara Branković, principessa serba († 1487)
- Giovanni Marliani, medico, filosofo e astrologo italiano († 1483)
- Marino Marzano, nobile italiano († 1494)
- Cosma Orsini, cardinale e arcivescovo cattolico italiano († 1481)
- Lauro Quirini, politico e umanista italiano
- Robert Stillington, vescovo cattolico inglese († 1491)
- Sesshū Tōyō, pittore e monaco buddhista giapponese († 1506)
- Georg Walter, giurista tedesco († 1475)
- Andrea Zamometić, arcivescovo cattolico croato († 1484)
- Mathieu d'Escouchy, scrittore francese († 1482)
- Marie d'Harcourt, nobile francese († 1464)
- Pietro del Massaio, pittore, cartografo e miniatore italiano
- Gabriele Paveri Fontana, umanista e letterato italiano († 1490)
- Mahmud Pascià Angelović, militare, politico e poeta ottomano († 1474)

## Morti
- 8 gennaio - Lancillotto di Navarra, patriarca cattolico spagnolo (n. 1386)
- 1º febbraio - Henry II Sinclair, conte delle Orcadi, nobile scozzese
- 17 aprile - Chiara Gambacorti, monaca cristiana italiana (n. 1362)
- 12 maggio - Elisabetta Granowska, regina polacca
- 11 giugno - Giovanni III di Norimberga, nobile tedesco (n. 1369)
- 17 luglio - Polissena Ruffo, nobile italiana (n. 1400)
- 9 agosto - Pierre d'Ailly, cardinale, teologo e filosofo francese (n. 1350)
- 3 settembre - Roberto Stuart, nobile scozzese (n. 1339)
- 19 settembre - Pedro Fernández de Frías, cardinale e vescovo cattolico spagnolo
- 8 ottobre - Juan Martínez de Murillo, cardinale spagnolo
- 8 ottobre - Carlos Jordán de Urriés y Pérez Salanova, cardinale spagnolo
- 17 novembre - Kara Yusuf, sovrano turkmeno
- 25 novembre - Elisabetta Achler, religiosa e mistica tedesca (n. 1386)
- Sceicco Bedreddin, mistico, teologo e rivoluzionario ottomano (n. 1359)
- Byttering, compositore inglese
- Agostino Cennini, religioso italiano
- Epifanio il Saggio, monaco cristiano e scrittore russo
- Thomas Fabri, compositore olandese (n. 1380)
- Giacomo Fregoso, doge (n. 1340)
- Leonello Lomellini, mercante e politico italiano
- Margherita del Monferrato, nobile (n. 1360)
- Maria di Navarra, principessa (n. 1355)
- Mihail I di Valacchia, principe
- Simone Serdini, poeta italiano
- Giorgio Stella, storico italiano

## Calendario
| Calendario 1420 | Calendario 1420 | Calendario 1420 | Calendario 1420 | Calendario 1420 | Calendario 1420 | Calendario 1420 | Calendario 1420 | Calendario 1420 | Calendario 1420 | Calendario 1420 | Calendario 1420 | Calendario 1420 | Calendario 1420 | Calendario 1420 | Calendario 1420 | Calendario 1420 | Calendario 1420 | Calendario 1420 | Calendario 1420 | Calendario 1420 | Calendario 1420 | Calendario 1420 | Calendario 1420 | Calendario 1420 | Calendario 1420 | Calendario 1420 | Calendario 1420 | Calendario 1420 | Calendario 1420 | Calendario 1420 | Calendario 1420 | Calendario 1420 |
| --------------- | --------------- | --------------- | --------------- | --------------- | --------------- | --------------- | --------------- | --------------- | --------------- | --------------- | --------------- | --------------- | --------------- | --------------- | --------------- | --------------- | --------------- | --------------- | --------------- | --------------- | --------------- | --------------- | --------------- | --------------- | --------------- | --------------- | --------------- | --------------- | --------------- | --------------- | --------------- | --------------- |
|                 | 1               | 2               | 3               | 4               | 5               | 6               | 7               | 8               | 9               | 10              | 11              | 12              | 13              | 14              | 15              | 16              | 17              | 18              | 19              | 20              | 21              | 22              | 23              | 24              | 25              | 26              | 27              | 28              | 29              | 30              | 31              |                 |
| Gennaio         | Lu              | Ma              | Me              | Gi              | Ve              | Sa              | Do              | Lu              | Ma              | Me              | Gi              | Ve              | Sa              | Do              | Lu              | Ma              | Me              | Gi              | Ve              | Sa              | Do              | Lu              | Ma              | Me              | Gi              | Ve              | Sa              | Do              | Lu              | Ma              | Me              |                 |
| Febbraio        | Gi              | Ve              | Sa              | Do              | Lu              | Ma              | Me              | Gi              | Ve              | Sa              | Do              | Lu              | Ma              | Me              | Gi              | Ve              | Sa              | Do              | Lu              | Ma              | Me              | Gi              | Ve              | Sa              | Do              | Lu              | Ma              | Me              | Gi              |                 |                 |                 |
| Marzo           | Ve              | Sa              | Do              | Lu              | Ma              | Me              | Gi              | Ve              | Sa              | Do              | Lu              | Ma              | Me              | Gi              | Ve              | Sa              | Do              | Lu              | Ma              | Me              | Gi              | Ve              | Sa              | Do              | Lu              | Ma              | Me              | Gi              | Ve              | Sa              | Do              |                 |
| Aprile          | Lu              | Ma              | Me              | Gi              | Ve              | Sa              | Do              | Lu              | Ma              | Me              | Gi              | Ve              | Sa              | Do              | Lu              | Ma              | Me              | Gi              | Ve              | Sa              | Do              | Lu              | Ma              | Me              | Gi              | Ve              | Sa              | Do              | Lu              | Ma              |                 |                 |
| Maggio          | Me              | Gi              | Ve              | Sa              | Do              | Lu              | Ma              | Me              | Gi              | Ve              | Sa              | Do              | Lu              | Ma              | Me              | Gi              | Ve              | Sa              | Do              | Lu              | Ma              | Me              | Gi              | Ve              | Sa              | Do              | Lu              | Ma              | Me              | Gi              | Ve              |                 |
| Giugno          | Sa              | Do              | Lu              | Ma              | Me              | Gi              | Ve              | Sa              | Do              | Lu              | Ma              | Me              | Gi              | Ve              | Sa              | Do              | Lu              | Ma              | Me              | Gi              | Ve              | Sa              | Do              | Lu              | Ma              | Me              | Gi              | Ve              | Sa              | Do              |                 |                 |
| Luglio          | Lu              | Ma              | Me              | Gi              | Ve              | Sa              | Do              | Lu              | Ma              | Me              | Gi              | Ve              | Sa              | Do              | Lu              | Ma              | Me              | Gi              | Ve              | Sa              | Do              | Lu              | Ma              | Me              | Gi              | Ve              | Sa              | Do              | Lu              | Ma              | Me              |                 |
| Agosto          | Gi              | Ve              | Sa              | Do              | Lu              | Ma              | Me              | Gi              | Ve              | Sa              | Do              | Lu              | Ma              | Me              | Gi              | Ve              | Sa              | Do              | Lu              | Ma              | Me              | Gi              | Ve              | Sa              | Do              | Lu              | Ma              | Me              | Gi              | Ve              | Sa              |                 |
| Settembre       | Do              | Lu              | Ma              | Me              | Gi              | Ve              | Sa              | Do              | Lu              | Ma              | Me              | Gi              | Ve              | Sa              | Do              | Lu              | Ma              | Me              | Gi              | Ve              | Sa              | Do              | Lu              | Ma              | Me              | Gi              | Ve              | Sa              | Do              | Lu              |                 |                 |
| Ottobre         | Ma              | Me              | Gi              | Ve              | Sa              | Do              | Lu              | Ma              | Me              | Gi              | Ve              | Sa              | Do              | Lu              | Ma              | Me              | Gi              | Ve              | Sa              | Do              | Lu              | Ma              | Me              | Gi              | Ve              | Sa              | Do              | Lu              | Ma              | Me              | Gi              |                 |
| Novembre        | Ve              | Sa              | Do              | Lu              | Ma              | Me              | Gi              | Ve              | Sa              | Do              | Lu              | Ma              | Me              | Gi              | Ve              | Sa              | Do              | Lu              | Ma              | Me              | Gi              | Ve              | Sa              | Do              | Lu              | Ma              | Me              | Gi              | Ve              | Sa              |                 |                 |
| Dicembre        | Do              | Lu              | Ma              | Me              | Gi              | Ve              | Sa              | Do              | Lu              | Ma              | Me              | Gi              | Ve              | Sa              | Do              | Lu              | Ma              | Me              | Gi              | Ve              | Sa              | Do              | Lu              | Ma              | Me              | Gi              | Ve              | Sa              | Do              | Lu              | Ma              |                 |